# 파벨 알렉산드로프
파벨 세르게예비치 알렉산드로프(러시아어: Па́вел Серге́евич Алекса́ндров, 독일어: Paul Alexandroff 파울 알렉산드로프[*], 1896~1982)는 러시아의 수학자이다. 집합론과 위상수학에 공헌하였다.

## 생애
모스크바 대학교에서 1927년 드미트리 예고로프 및 니콜라이 루진 아래 박사 학위를 받았고, 1923–1924년에는 파벨 사무일로비치 우리손과 같이 괴팅겐 대학교를 방문하였다.
안드레이 콜모고로프와 절친한 친구였고, 혹자는 콜모고로프와 알렉산드로프가 동성애적 관계에 있었다고 한다.:185
알렉산드로프는 1936년 레프 폰트랴긴과 같이, 자신의 옛 지도교수인 니콜라이 루진을 정치적으로 공격하였다. 이를 1936년의 루진 사건(Luzin affair)이라고 한다. 알렉산드로프는 루진이 파시스트이자 표절을 일삼았다고 주장하였고, 이에 따라 루진은 교수직 및 학회에서의 모든 권한을 상실하였다. (알렉산드로프의 다른 지도교수였던 드미트리 예고로프도 정치적인 이유로 1930년 체포되어 이듬해 옥중에서 사망하였다.)
알렉산드로프의 유명한 제자 가운데는 레프 폰트랴긴과 안드레이 티호노프가 있다. 이 가운데 폰트랴긴은 루진 사건에 알렉산드로프와 동참하였다.
알렉산드로프는 1982년 모스크바에서 사망하였다.

## 참고 문헌
1. ↑  Lorentz, G. G. (2001년 9월). “Who discovered analytic sets?”. 《The Mathematical Intelligencer》 (영어) 23 (4): 31. doi:10.1007/BF03024600. ISSN 0343-6993.
2. ↑  Graham, Loren R.; Jean-Michel Kantor (2009). 《Naming infinity: a true story of religious mysticism and mathematical creativity》 (영어). Harvard University Press. ISBN 978-0-67-403293-4.